# Batalla de Fort Carillon
La batalla de Fort Carillon tuvo lugar en el Fuerte Carillon (después conocido como Fuerte Ticonderoga) a orillas del Lago Champlain, en la frontera de los actuales Estado de Nueva York y Canadá entre el 7 y el 8 de julio de 1758 durante la Guerra Franco-india (en el marco de la guerra de los Siete Años en Europa). El resultado fue una inesperada victoria del ejército francés, dirigido por Louis-Joseph de Montcalm y el Caballero de Lévis. El general británico que sufrió la derrota fue James Abercromby.
Muchos historiadores militares citan la batalla de Fort Carillon como ejemplo de incompetencia militar. Abercromby, confiado en conseguir una rápida victoria no se preocupó de proteger sus flancos o esperar los refuerzos de artillería. Decidió lanzar un ataque frontal, que ya se había probado ineficaz en esas tierras boscosas. Por otro lado, se considera que el marqués de Montcalm actuó inteligentemente, con destreza y sacando el máximo partido a sus tropas, menores en número.

## Descripción geográfica

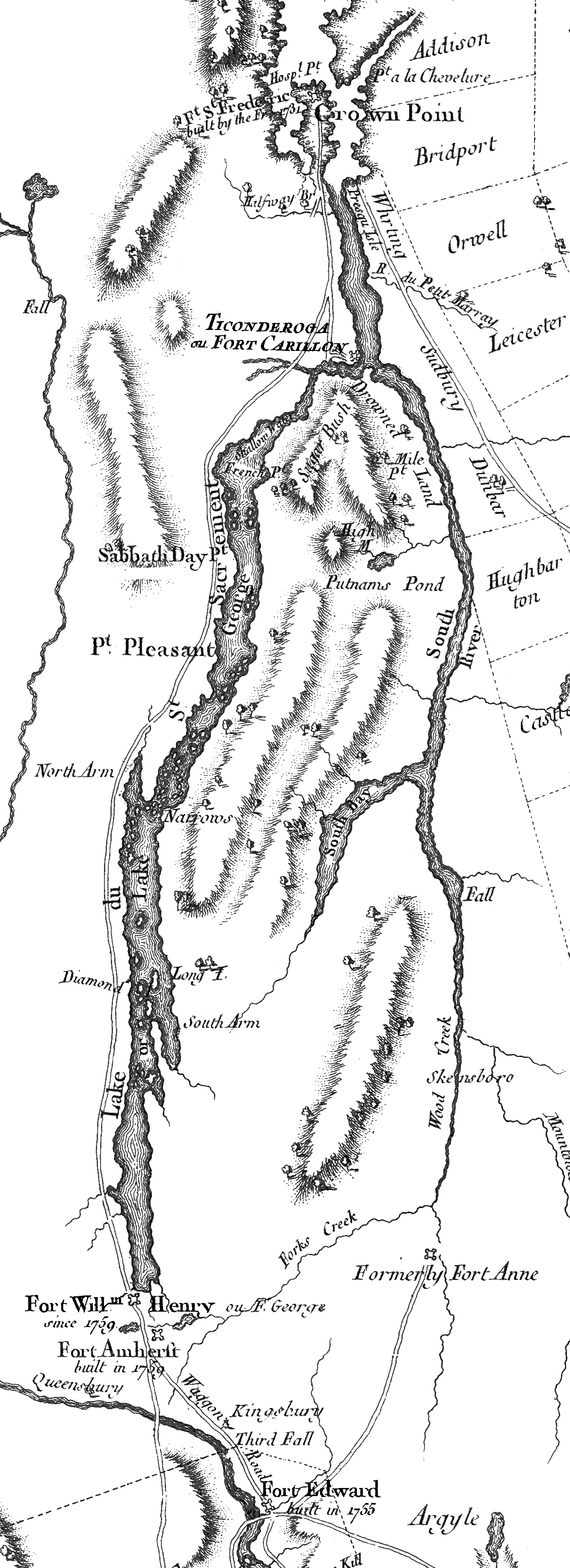
Publicado en 1777 por Georges Louis Le Rouge

El fuerte se halla situado entre el lago Champlain y el lago George, punto neurálgico de comunicaciones y enclave natural codiciado por ambas partes: franceses, que avanzaban hacia el sur desde Quebec, y británicos, que avanzaban hacia el norte en su empeño de tomar Nueva Francia. El fuerte estaba rodeado de espesos bosques y de la ribera de los lagos. Los franceses lo tenían sólidamente fortificado con altas barreras, tres baterías de artillería y todo ello defendido por troncos de árbol cortados, endurecidos al fuego y afilados (defensa conocida como abatis). El fuerte controlaba el sur del lago Champlain y el acceso al valle del río Hudson.

## Preparativos
El 4 de julio de 1758, se reunió en el fuerte William Henry un ejército británico formado por más de dieciséis mil hombres, el mayor grupo militar desplegado en Norteamérica hasta aquel momento. Estaba compuesto por seis mil soldados regulares, entre ellos un regimiento de highlanders, y diez mil milicianos. Llegaron al Lago George el 6 de julio. Formados, a la usanza de la época, en disciplinadas columnas de avance, los británicos alcanzaron una zona que previamente había sido limpiada de árboles por sus propias avanzadillas, y allí vivaquearon.

## La batalla

### 7 de julio

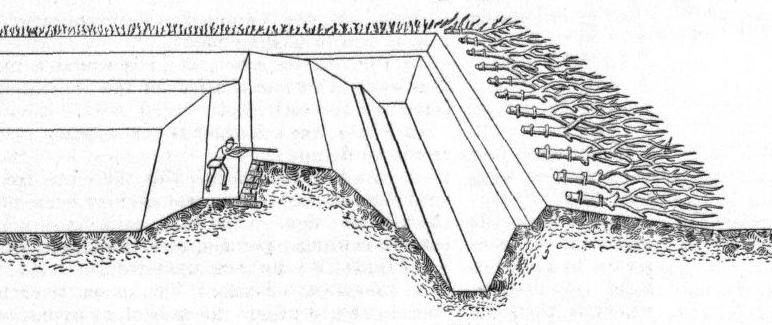
Abatises usados para mantener al enemigo bajo fuego por la mayor cantidad de tiempo posible.

El general Abercromby ordenó el 7 de julio avanzar hacia el fuerte. Desafortunadamente para su ejército, el camino no era demasiado ancho, por lo que la columna de avance tuvo que estrecharse y se hizo muy larga. Un grupo de hombres fue enviado de avanzadilla con órdenes de guiar al grueso de la expedición y evitar cualquier ataque frontal, eliminando a cualquier grupo de franceses atrincherado en el camino. Sin embargo, no consiguieron dirigir a la larga y desordenada columna británica.
La infantería ligera recibió órdenes de proteger, de las patrullas francesas, los flancos expuestos durante el recorrido. Esto les llevó a entrar en una escaramuza. Vencieron fácilmente al pequeño grupo francés, pero sufrieron la pérdida de George Howe, el comandante del cuerpo de infantería ligera y segundo al mando. Howe murió cuando estaba persiguiendo a los franceses para darles caza.
Tras estos acontecimientos, Abercromby decidió volver hacia el lugar donde habían pasado la noche anterior, consciente del cansancio de sus hombres. Esa misma noche, recibió la noticia de que un grupo de 3.000 franceses se acercaban para reforzar la guarnición de Fort Carillon y llegarían pronto.

### 8 de julio
En la mañana del 8 de julio Abercromby decidió aprovechar su ventaja frente al enemigo antes de que recibiera los refuerzos. Las fuerzas británicas encontraron que la posición francesa estaba muy bien fortificada. La orografía del terreno donde se hallaban les daba un único camino para el ataque y éste estaba lleno de abatis. El general Abercromby ordenó apresuradamente el ataque a su ejército por aquella vía y sin dar tiempo a su artillería a llegar al campo de batalla. Los atacantes británicos iban liderados por los Roger's Rangers, quienes abatieron a los vigías franceses antes de abrir el paso al grueso de su ejército.
Sin embargo, la posición de los franceses era tan buena que podían atacar a los ingleses que avanzaban estando tumbados y protegidos. Las bajas fueron cuantiosas y muy pocos británicos pudieron atravesar la muralla construida por los franceses y además fueron rápidamente expulsados.
Abercromby se vio obligado a dar la orden de retirada, aunque en un principio sus highlanders no querían rendirse tan rápido después de haber sufrido la mayoría de las bajas. Los escoceses fueron quienes más sufrieron, por haber sido los primeros en llegar y los últimos en aceptar la retirada.

## Curiosidades
Montcalm predijo que si en algún momento Nueva Francia caía en manos británicas, Inglaterra perdería sus colonias americanas ya que, una vez libradas del posible enemigo fronterizo no necesitarían la protección europea. Y tuvo razón y así sucedió, diecisiete años después. En 1775 se produjo una de las primeras batallas de la guerra de Independencia de Estados Unidos, precisamente la captura del Fuerte Ticonderoga, como se conocía en aquel momento a Fort Carillon.
La bandera moderna de Quebec está basada en la bandera usada por los milicianos franceses de Carillon.